# Phaonia subaureola
Phaonia subaureola är en tvåvingeart som beskrevs av Xue, Zhang och Chen 1993. Phaonia subaureola ingår i släktet Phaonia och familjen husflugor.
Artens utbredningsområde är Liaoning (Kina). Inga underarter finns listade i Catalogue of Life.